# Calvacin
Calvacin ist ein moderat hitzestabiles, nicht diffusionsfähiges, basisches Mucoprotein (aus der Familie der Glykoproteine). Es wurde in den 1960er Jahren als Anti-Tumormittel getestet. Die wiederholte Gabe von Calvacin erzeugte bei Hunden und Affen allergische Reaktionen. Die Weiterentwicklung wurde zudem wegen der hohen Toxizität der Verbindung eingestellt.